# Torstein Raaby
Torstein Pettersen Raaby, född 6 oktober 1918 i Dverberg på Andøya i Vesterålen i Norge, död 23 mars 1964, var en norsk radiotelegrafist, som var känd som motståndsman under andra världskriget och som deltagare i Kontiki-expeditionen.
Under andra världskriget blev han efter utbildning 1943 underrättelseofficer i Secret Intelligence Service. Han tillbringade tio månader gömd i Alta vid Altafjorden, och skickade under den tiden till sin bas i Storbritannien detaljerade observationer om tyska krigsfartyg och radarinstallationer med en gömd radiosändare, som var ansluten till en tysk officers radioantenn. Hans rapporter var avgörande för att möjliggöra för Royal Air Force att hitta och oskadliggöra det tyska slagskeppet Tirpitz. För denna insats, och andra uppdrag som hemlig agent under kriget, fick Torstein Raaby Norges förnämsta militära utmärkelse, Krigskorset med svärd 1944. Hans militära rang var fänrik.

## Kontiki-expeditionen
År 1947 deltog han i Thor Heyerdahls Kontiki-expedition från Peru till Polynesien som radiotelegrafist, under vilken han hade omfattande kommunikation med radioamatörer i Chile, USA, och till och med Norge, med hjälp av en liten 6-wattsändare.
Efter expeditionen återvände han till Nord-Norge och tog senare, åter som radiotelegrafist, arbete på Björnön i Norra Ishavet.
Torstein Raaby dog nära Alert på Grönland av hjärtproblem under en expedition för att nå Nordpolen på skidor.

## Utmärkelser
- Krigskorset med svärd (Norge)
- Distinguished Service Order (Storbritannien)
- King's Medal for Courage in the Cause of Freedom (Storbritannien)
- Croix de Guerre (Frankrike)